# Чакла, Инта
И́нта Ча́кла (латыш. Inta Čaklā, урождённая Зариня, латыш. Zariņa; 6 января 1941, Рига — 18 февраля 2016) — латвийский литературный критик. В 1963—1966 гг. замужем за поэтом Марисом Чаклайсом.

## Биография
В 1964 год окончила факультет филологии и истории Латвийского университета. После учебы работала в Музее истории литературы и искусства имени Яна Райниса.
В 1976—1987 гг. работала в газете «Literatūra un Māksla», регулярно публикуя рецензии и статьи. В 1987—1994 гг. редактор издательства «Liesma», после «Nordik» и издательства «Tapals».
В 1999 году получила премию журнала «Karogs» за лучшую литературно-критическую публикацию. В 2004 году удостоена Премии литературного года за вклад всей жизни.

## Литературная деятельность
В 1967 году опубликовала свою первую рецензию — на сборник стихов Яниса Плотниекса, далёкую от комплиментарности. Писала о творчестве ведущих латышских поэтов, демонстрируя при этом глубину анализа и широкий теоретический кругозор.
Составитель и комментатор собраний сочинений Фрициса Барды (1990, в двух томах), Визмы Белшевицы (1999—2002, в четырёх томах), Кнута Скуениекса (2002—2008, в восьми томах), переписки Кнута Скуениекса с женой в годы заключения (2012). Составила также две книги стихов Иманта Зиедониса.
Сотрудничала с такими изданиями, как «Советская молодёжь» («Padomju Jaunatne»), «Diena», «Kultūras Forums», «Karogs», «Литва литературная», «Latvju Teksti». Публиковалась в литературном альманахе «Kritikas gadagrāmata».

## Составитель книг
- Fricis Bārda. Raksti. 2 sējumi. Rīga: Liesma, 1990.
- Vizma Belševica. Raksti. 4 sējumi. Rīga: Jumava, 1999—2002.
- Knuts Skujenieks. Raksti. 8 sējumi. Rīga: Nordik, 2002—2008.
- Kro—Kro: Knuta un Intas Skujenieku vēstules 1963—1969. Rīga: Vesta—LK, 2012

## В периодике
- Время тяжёлых: Обзор латышской поэзии восьмидесятых годов / В пер. на русский язык // Журнал «Даугава», № 2, 1989. — стр. 116—124.